# Котордыр
Котордыр (якут. Котордыр арыыта) — небольшой остров в Восточно-Сибирском море, является частью островов Анжу в составе Новосибирских островов. Территориально относится к Республике Саха, Россия.
Остров расположен у юго-западного берега полуострова Фаддеевский, в заливе Геденштрома. Имеет удлинённую с северо-запада на юго-восток форму. Покрыт песком, в проливе островом и полуостровом — отмель.
Постоянного населения на острове нет. Согласно административно-территориальному делению России остров находится на территории Булунского улуса Якутии.